# ميناء إمبلوني
ميناء إمبلوني (Ampeloni) من الموانئ التي قام بانشائها الإغريق (البطالمة أو البطالسة) على الساحل الشرقي للبحر الأحمر.

## أهمية الميناء
- عبر هذا الميناء كانت تجارة الهند وبلاد العرب الجنوبية تُنقل إلى مصر
- ولعل ما يؤيد ذلك بعض النقوش الموجودة على تابوت المصري زيدلZidl التي ورد فيها أنهُ استبدل باليوس المصري بضائع شرقية مع تجار معينين بدون وسيط
- أدى ظهور الميناء إلى استحواذه على الحركة الاقتصادية في المنطقة، من حيث مزاولة الوظائف المتعددة كونها منفذ اقتصادي، واستراتيجي للدخول للأراضي المجاورة إن أمكن الأمر الذي جعل إمبلوني من أهم مراكز البطالمة على الساحل الشرقي للبحر الأحمر
- عن طريق الميناء نفذت معظم العمليات التجارية والحربية المتعلقة بمنطقة الساحل طريق البخور، وبلاد اليمن الجنوبية مما جعلها محط اهتمام البطالمة من حيث تحصينها ليجعلوا منها مركزاً تجارياً تحمل منه سفنهم مختلف السلع التجارية، والتي تُنقل بعد ذلك إلى مصر على الساحل الغربي للبحر الأحمر.
- يعتبر الميناء هو المقر الذي تتجه إليه التجارة اليمنية الجنوبية، والتي تُنقل بعد ذلك إلى أسواق الأستهلاك المصرية عبر البحر الأحمر، حيث كانت التجارة اليمنية تتخذ من العلا مركزاً للتجمع، ومن خلالها يُعاد تصديرها عن طريقين، الأول يتجه نحو الشمال، وكان خاضع لهيمنة الأنباط الذين كانوا يعيدون تصديره مرة أخرى عن طريق إيله إلى مصر، أما الآخر فيتجه من العلا نحو الغرب إلى المنفذ البحري إرجا Erga ثم انتقلت الأهمية إلى إمبلوني على البحر الأحمر، وهذه الأهمية للميناء لم تستمر لوجود عدة عوامل عملت على اختفاء أهمية الميناء منها:
- توفر العوامل المختلفة التي أدت إلى تنشيط تجارة البطالمة وتوسعها في البحر الأحمر منذ منتصف القرن الثاني ق.م
- استمرار النزاع بين النبطيين والبطالمة في منطقة الساحل الشرقي للبحر الأحمر
- وصول الأنباط إلى درجة عالية من التحضر مع امتداد نفوذ دولتهم جنوباً حتى وصلت إلى وادي القرى، وقد هذه العوامل إلى القضاء على إمبلوني من قبل الأنباط وتأسيس بدلاً منه ميناء لويكي كومه.[2]

## انظر ايضاً
- فرسان (جازان)
- عينونة
- ميناء لويكي كومه
- ميناء جدة

## وصلات خارجية
- أمبلوني..حامل الأسرار ميناء يوناني شاهد على حضارات طريق الحرير البحري.